# Raven Bay
Raven Bay (Clearwater, Florida; 22 de diciembre de 1990-Los Ángeles, California; 2 de octubre de 2021) fue una actriz pornográfica estadounidense.

## Biografía
Nació en la pequeña localidad de Clearwater, ubicada en la región de Tampa (Florida), en el seno de una familia de ascendencia escocesa, italiana y jamaiquina. Tras cursar el instituto se trasladó a Nueva York, ciudad en la que se graduó en Psicología.
Tras conocer a la también actriz pornográfica Natasha Starr, con quien rodaría algunas escenas, comenzó a interesarse por la industria del cine para adultos, y captó la atención de la agencia de modelaje Ladirect, debutando como actriz en 2012, a los 22 años de edad. Su primera escena fue con el actor Ryan Driller para una producción de Penthouse.
Como actriz ha trabajado para productoras como Pure Play Media, Burning Angel, Jules Jordan Video, Evil Angel, Brazzers, Wicked Pictures, Lethal Hardcore, Mile High, Girlfriends Films, New Sensations o Naughty America, entre otras.
En 2014 fue nominada en los Premios XBIZ en la categoría de Mejor actriz revelación. Al año siguiente recibió su primera nominación en los Premios AVN en la categoría de Mejor escena de sexo en grupo por la película Baby Got Boobs 14.
En 2016 regresó a los Premios XBIZ con una nominación a la Mejor escena de sexo en película de parejas o temática por Stryker. En 2017 obtuvo otra nominación en los AVN a la Mejor escena de sexo en realidad virtual por 3 Horny Girls.
Retirada en 2019, llegó a aparecer en más de 250 películas y escenas como actriz.
Falleció en la ciudad de Los Ángeles (California) el 2 de octubre de 2021, a los 30 años de edad. El anuncio de su muerte no fue revelado hasta pasadas dos semanas, cuando Kamilah Ferrar, modelo y amiga íntima de Bay, lo anunció en redes sociales.
Algunas películas de su filmografía fueron A Thirst For Ink, Big Tits Turn Me On, Cram Sessions, Femdom POV Humiliation, Give Up That Ass, Hard For The Money, In The Flesh, Lollipop, Monster Cock For Her Little Box 6, New Girl In Town 8, Puffy Pussy o Super Sex Parties 4.

## Premios y nominaciones
| Año  | Ceremonia         | Resultado | Premio                                                 | Trabajo             |
| ---- | ----------------- | --------- | ------------------------------------------------------ | ------------------- |
| 2013 | Sex Awards        | Nominada  | Hottest New Girl                                       | —                   |
| 2014 | Spank Bank Awards | Nominada  | Newcummer of the Year                                  | —                   |
| 2014 | Premios XBIZ      | Nominada  | Mejor actriz revelación                                | —                   |
| 2015 | Premios AVN       | Nominada  | Mejor escena de sexo en grupo                          | Baby Got Boobs 14   |
| 2016 | Premios AVN       | Nominada  | Mejor sitio web de una actriz porno                    | www.ravenbayxxx.com |
| 2016 | Premios AVN       | Nominada  | Premio fan: Estrella mediática                         | —                   |
| 2016 | Spank Bank Awards | Nominada  | Best High Speed DSL                                    | —                   |
| 2016 | Premios XBIZ      | Nominada  | Mejor escena de sexo en película de parejas o temática | Stryker             |
| 2017 | Premios AVN       | Nominada  | Mejor escena de sexo en realidad virtual               | 3 Horny Girls       |